# Malmö kontrakt
Malmö kontrakt är ett kontrakt i Lunds stift inom Svenska kyrkan som funnits under två olika tidsperioder, 1962-1997 och 2017-. 

## Administrativ historik

### Första perioden
Kontraktet upphörde 31 december 1996.
Kontraktet bildades 1962 av delar ur Oxie kontrakt med
- Malmö S:t Petri församling som 1997 övergick i Malmö mellersta kontrakt
- Slottsstadens församling som 1997 övergick i Malmö västra kontrakt
- Malmö S:t Pauli församling som 1997 övergick i Malmö mellersta kontrakt
- Kirsebergs församling som 1997 övergick i Malmö östra kontrakt
- Malmö S:t Johannes församling som 1997 övergick i Malmö mellersta kontrakt
- Limhamns församling som 1997 övergick i Malmö västra kontrakt
- Västra Skrävlinge församling som 1997 övergick i Malmö östra kontrakt
- Möllevångens församling som 1997 övergick i Malmö mellersta kontrakt
- Fosie församling som 1997 övergick i Malmö östra kontrakt
- Husie församling som 1997 övergick i Malmö östra kontrakt
- Södra Sallerups församling som 1997 övergick i Malmö östra kontrakt
- Bunkeflo församling som 1997 övergick i Malmö västra kontrakt
- Glostorps församling som 1983 uppgick i Oxie församling
- Lockarps församling som 1983 uppgick i Oxie församling
- Oxie församling som 1997 övergick i Malmö östra kontrakt

1969 bildades 
- Eriksfälts församling som 1997 övergick i Malmö mellersta kontrakt
- Kulladals församling som 1997 övergick i Malmö västra kontrakt
- Sofielunds församling som 1997 övergick i Malmö mellersta kontrakt
- Hyllie församling som en återbildning och som 1997 övergick i Malmö västra kontrakt

1974 tillfördes från Oxie och Skytts kontrakt
- Tygelsjö församling som 1997 övergick i Malmö västra kontrakt
- Västra Klagstorps församling som 1997 övergick i Malmö västra kontrakt

### Andra tidsperioden
Kontraktet bildades 2017 genom sammanläggning av Malmö Södra kontrakt och Malmö Norra kontrakt och består av ett enda pastorat, Malmö pastorat och de där ingående församlingarna.